# 郭貴人 (雍正帝)
郭貴人（？—1786年），出身𣎴詳，清朝雍正帝之貴人，葬於泰陵妃園寢:352。

## 生平
郭貴人原居盛京，有一母李氏，以及兩名叔父郭良貴、郭良祥。目前並不清楚郭貴人是在何時、以何方式被雍正帝收為後宮主位，僅知雍正三年三月，宮中已有「郭常在」之名。雍正元年二月十四日，雍正帝下旨曰：「奉太后額娘懿旨，年氏側福晉封為貴妃，李氏側福晉、錢氏格格封為妃，宋氏格格、耿氏格格封為嬪」，沒有郭氏之名，似乎表明她並非雍正帝潛邸時的侍妾。雍正七年，郭常在晉升為郭貴人。雍正十三年年底，當時仍在世的雍正帝貴人有四位，依次為郭貴人、安貴人、李貴人與海貴人，郭貴人排在第一位。乾隆五十一年正月十一日巳時，郭貴人去世，曾暫安曹八里屯，二月初六日至二月十二日有四十名喇嘛為其念經，同年三月十三日，奉安泰陵妃園寢。